# Жуков, Виктор Викторович
Виктор Викторович Жу́ков (1914—1989) — советский физик-экспериментатор.

## Биография
В 1945—1988 годы работал в ИАЭ имени И. В. Курчатова.
Кандидат физико-математических наук, профессор. Автор научных трудов по физике плазмы.

## Признание
Сталинская премия третьей степени (1953) — за разработку и внедрение в промышленность электромагнитного метода разделения изотопов и получение этим методом лития-6.